# Хитмен. Последнее дело
«Хитмен. Последнее дело» (англ. Knox Goes Away) — художественный фильм-триллер режиссёра Майкла Китона, также исполнителя главной роли. Премьера фильма состоялась на Международном кинофестивале в Торонто в сентябре 2023 года.

## Сюжет
Джон Нокс — наёмный убийца, у которого диагностирована быстро прогрессирующая форма слабоумия (болезнь Крейтцфельдта — Якоба). По словам врача, счёт для Джона идёт на недели, лекарства от заболевания нет. В свои последние дни Нокс будет спасать своего сына Майлза, который убил человека, изнасиловавшего его дочь, а также ему предстоит замести следы после одного из своих неудавшихся контрактов.

## В ролях
- Майкл Китон — Джон Нокс[3]
- Джеймс Марсден — Майлз Нокс, сын Джона
- Аль Пачино — Хавьер Крейн, старый друг Джона
- Иоанна Кулиг — Энни, польская эскортница
- Сюзи Накамура[англ.] — детектив Эмили Икари
- Рэй Маккиннон[англ.] — Томас Манси, напарник Джона Нокса
- Марша Гэй Харден — Руби, бывшая жена Джона Нокса
- Лела Лорен — Шерил Нокс, жена Майлза
- Деннис Дуган — Файло Джонс, скупщик
- Морган Бастин — Кейли Нокс, дочь Майлза
- Джон Хугенэккер[англ.] — детектив Рейл, напарник Икари
- Джей Полсон — детектив Джельфузо, работающий с Рейлом и Икари
- Пол Перри — доктор Фредерик Бёрнс, врач-невролог, диагностировавший у Нокса деменцию
- Чед Донелла — Джордан Мур, турист, который нашёл Нокса в лесу

## Производство и выпуск

### Кастинг
Фильм «Хитмен. Последнее дело» — второй режиссёрский проект Майкла Китона, исполнителя главной роли Джона Нокса. Джеймс Марсден играет его сына. Также в актёрский состав вошли Марсия Гэй Харден и Аль Пачино. В свою очередь, роль напарника главного героя получил Рэй МакКиннон, Деннис Дуган получил роль скупщика краденого, а актриса Сюзи Накамура — детектива, расследующего тройное убийство. В декабре 2022 года стало известно, что одну из ролей в фильме исполнит польская актриса Иоанна Кулиг.

### Съёмки
Съёмки фильма были завершены в середине декабря 2022 года.

### Премьера
Фильм был представлен на кинорынке Marché du Film в Каннах в мае 2023 года.
Мировая премьера фильма была назначена на сентябрь 2023 года на Международном кинофестивале в Торонто. После кинофестиваля, в ноябре 2023 года компания Saban Films приобрела права на распространение фильма в США, а позже назначила дату выхода фильма в кинотеатрах на 15 марта 2024 года.

## Критика
«Хитмен» — фильм о том, что в разрушении мозга и вообще старении есть свои плюсы, если ими грамотно воспользоваться, и наглядной иллюстрацией служит сам Китон. В свои 72 года он выглядит гораздо интереснее, чем в «бэтменовской» молодости, когда его округлая мордашка с милыми щечками немного напоминала хомячка, пусть даже и летающего. Теперь лицо у него удачно усохло, что позволило увеличиться глазам, излучающим угрозу, опасность и даже что-то вроде интеллекта, которым героя «Хитмена» постарался наделить автор сценария».
На сайте-агрегаторе рецензий Rotten Tomatoes 59% из 66 рецензий критиков являются положительными со средней оценкой 5,7 из 10. Консенсус веб-сайта гласит: «Майкл Китон снимает Майкла Китона в фильме «Нокс уходит» и добивается при этом потрясающей актёрской игры, хотя и остаётся в затруднительном положении из-за неубедительного сценария». Metacritic, который использует при подсчёте оценок средневзвешенное арифметическое, присвоил фильму рейтинг 54 из 100, основываясь на отзывах 19 критиков, что указывает на «смешанные или средние» отзывы.
Роберт Абель из газеты Los Angeles Times раскритиковал фильм, написав, что «Китон как режиссёр использует прямой подход к повествованию, никогда не выходя за рамки темпа и тона слегка угрюмой телевизионной процедурной драмы» и с сожалением отметил, что персонажи, сыгранные такими звёздами Голливуда как Аль Пачино и Марша Гей Харден, выглядели слишком блекло.
Рецензент сайта Slant Magazine оценил фильм на 2 звезды из 5, написав, что «несмотря на хорошую режиссуру, фильм слишком озабочен сохранением привлекательности главного героя».
Оуэн Глайберман, рецензент еженедельника Variety, положительно отозвался о фильме:

Сценарий Грегори Пуарье, держащий в напряжении, умный и оригинальный, а Китон режиссирует его хитроумно и со знанием дела, что просто гипнотизирует. Иногда из актёров получаются хорошие режиссёры; в «Нокс должен уйти» Майкл Китон — настоящий режиссёр.
Оригинальный текст (англ.)The script, by Gregory Poirier, is tautly clever and original, and Keaton directs it with a cunning and skill that are quietly hypnotic. Sometimes actors make good filmmakers; in “Knox Goes Away,” Michael Keaton is a total filmmaker.